# Mühlberg ved Elben
Mühlberg er en by i landkreis Elbe-Elster i den tyske delstat Brandenburg. Byen har knap 5000 indbyggere og ligger ved floden Elben.
Byens historie går tilbage til den tidlige middelalder. Under anden verdenskrig lå en interneringslejr nær byen. Efter i DDR-tiden at have hørt under bezirket Cottbus ligger byen nu i Brandenburg.
De seneste år har der især været udvikling af infrastrukturen: Blandt andet en ny bro og udbygning af havnen.

## Geografi
Byen ligger i den sydvestlige del af delstaten, halvejs mellem Riesa mod syd og Torgau mod nord, omkring 80 km fra Leipzig.
Det til Mühlberg hørende ca. 0,5 km² store område ved færgeanløbspladsen ved udmundingen af floden Dahle vest for Elben og en del af Bundesstraße 182 er de eneste områder vest for Elben i Brandenburg.

### Bydele
Bydelene i Mühlberg er følgende:
- Altenau
- Brottewitz
- Fichtenberg
- Koßdorf
- Martinskirchen

## Historie
Der er fundet arkæologiske spor efter slaviske bosættelser fra 600-tallet, men byen er først nævnt i skriftlige kilder i 1230. Den oprindelige by lå i en dal og på en ø ved en passage over Elben, og der blev bygget en vandborg på øen. I 1443 får Hincko Berkové z Dubé magten i Mühlberg.
I Slaget ved Mühlberg den 24. april 1547 under den Den schmalkaldiske krig blev det Schmalkaldiske forbund slået af den tysk-romerske kejser Karl 5.
I 1815 gik Mühlberg som resultat af Wienerkongressen sammen med andre saksiske områder ved Preussen og blev del af det nyoprettede Landkreis Liebenwerda. I 1853 førte en udretning af Elben til at Mühlberg ikke længere lå direkte ved Elben. En flodarm af Elben blev i 1883 udbygget til en havn.
I 1939 blev interneringslejren Stalag IV-B opført nær byen ved Neuburxdorf, hvori omkring 3000 fanger døde under anden verdenskrig. Fra september 1945 til november 1948 blev denne lejr anvendt som interneringslejr under navnet Speziallager Nr. 1 Mühlberg af NKVD. Heri døde ca. 7.000 af de i alt 22.000 mennesker af sult og følgesygdomme og blev begravet i massegrave i nærheden af en nordlige skydebane.
Efter afslutningen af anden verdenskrig blev Mühlberg, der hidtil havde tilhørt det preussiske Regierungsbezirk Merseburg, del af den nyoprettede delstat Sachsen-Anhalt. I 1952 blev byen som følge af forvaltningsreformen i DDR lagt ind under bezirk Cottbus. Efter grænserne i de nye delstater var fastlagt efter den tyske genforening i 1990 kom Mühlberg sammen med bezirk Cottbus til at høre under Brandenburg. I 1992 blev Mühlberg medtaget i Arbeitsgemeinschaft „Städte mit historischen Stadtkernen“ i Brandenburg.

## Politik

### Byråd
Byrådet i byen består af to repræsentanter fra CDU, en fra die Linke samt 13 medlemmer fra lokale lister. De samles en gang om måneden.

### Våben
Den 15. juli 2002 blev byens våben godkendt. Blasoneringen på det er: "På sort en rødkloet og -tunget, dobbelthalet gående gylden løve."

### Flag
Byens flag er sort-gul-stribet med byvåbnet i midten.

## Erhverv og infrastruktur

### Transport
Mühlberg nås via Bundesstraße 182. Til overfart over Elben fandtes der en kabelfærge. I september 2007 blev anlægget omkring den fredet. Meddelelsen fra det bandenburgske embede for fredningspleje lød: "Objekt der Eintragung: Fährstelle Mühlberg, bestehend aus Gierponte, zwei Fährrampen und einer Gierseilanlage". Det er den eneste kabelfærge af sin slags i Brandenburg.
Med åbningen af vejbroen over Elben ved Mühlberg den 22. december 2008 blev kabelfærgen taget ud af drift.
Havnen, der blev forladt i 1998, skal udvides. Udvidelsen har givet anledning til etablering af en vindmøllevingefabrik. Ved udbygningen af Mühlbergerhavnen kunne man omlade store mængder af vindmøllevinger og transportere dem ad vandvejen i retning af Nordsøen.Ideen om en Elbe-Oder-kanal fra Mühlberg over Elsterwerda, Lauchhammer, Großräschen, Welzow, Cottbus, Jänschwalde til Eisenhüttenstadt har for alvor taget form efter succesen med vindanlægsforsendelsen.
Efter 1946 blev det igen muligt at nå Mühlberg med tog lørdage fra 6. juli til 29. september 2007. I rammerne af et projekt kaldet BürgerBahn tilrettelagt af Deutscher Bahnkunden-Verband kørte det niederlausitzerske jernbaneselskab Niederlausitzer Eisenbahn-Gesellschaft en selvstændig Elbe-Elster-Express på Niederlausitzer Eisenbahn fra Mühlberg over Falkenberg og Herzberg til Schlieben. I 2008 blev transporten  indstillet efter to måneder. På de ti kørselsdage siden 1. maj havde kun otte passagerer benyttet sig af transportmuligheden mellem Mühlberg og Luckau-Uckro, hvorfor det ikke var muligt at drive en rentabel virksomhed.

## Kultur og seværdigheder
- Marienstern Kloster var et nonnekloster tilhørende Cistercienserordenen . Det blev nedlagt under Reformationen.
- Holländerwindmühle Koßdorf blev opført i 1912 på samme sted som en netop nedbrændt stubmølle. Møllen er stadig i drift.

## Kendte bysbørn
- Wilhelm Hasemann (1850–1913), Schwarzwaldmaler
- Peter Eichhorst (1943–2008), softwarepioner